# アレクセイ・ミハイロヴィチ (ロシア大公)
アレクセイ・ミハイロヴィチ（Алексей Михайлович, 1875年12月28日 - 1895年3月2日）は、ロシアの皇族。ニコライ1世の孫息子の一人で、ロシア大公の称号を有した。

## 生涯
アレクセイは1875年、ミハイル・ニコラエヴィチ大公とその妻オリガ・フョードロヴナ大公妃（バーデン公女ツェツィーリエ）のあいだの末息子として、ティフリス（現在のトビリシ）で生まれた。アレクセイはカフカース副王を務める父の任地グルジア地方で幼年期を過ごし、1881年に家族とともに首都サンクトペテルブルクに引っ越した。アレクセイは他の皇族男子と同様に軍人の道を歩むことが決まっており、両親からスパルタ式教育を受けた。アレクセイは海軍士官学校での訓練中、肺結核に罹ったが、アレクセイの父ミハイル大公は息子を療養させるのを拒んで訓練を修了させるのを優先した。アレクセイはいよいよ症状が重くなるとイタリアのサンレモに転地療養に送られたが、この地で1895年に死去した。